# Bruchus diversicornis
Bruchus diversicornis là một loài bọ cánh cứng trong họ Bruchidae. Loài này được Motschulsky miêu tả khoa học năm 1874.